# Бойко Нешов
Бойко Нешов Тончев (Ганчев) е български революционер, роден в град Копривщица.
Участва като четник в Първата българска легия на Раковски и в четата на Панайот Хитов. След Освобождението е заместник-кмет на София и дарител на Червения кръст,подарил също и къщата си в София на ул. Бенковска.
Панайот Хитов води чета от родолюбци, събрана от всички краища на страната. В мемоарната си книга „Моето пътуване по Стара Планина и животът на някои стари и нови хайдути“ войводата прави старателен опис на имената на своите другари в борбата. Под номер единадесети стои името на Бойко Нешов от Копривщица.
Като много други българи, потърсили къде да изучат занаят и Бойко отива в Цариград през 1862 година. Там българо-униатската община му дава препоръки за да замине за Рим и да се подготви за свещеник. Неговото родолюбие го отклонява от тази задача и го кара да се запише в Първата българска легия. Това се случва, може би поради връзките му с цариградския местен комитет на „верните приятели“. По този начин той откликва на призива на Георги Раковски към млади хора да се записват като доброволци в легията.
След разпускането на легията Бойко Нешов заедно с други легионери се отправя към Румъния. Там се свързва с други будни и свободолюбиви българи и през 1867 г. вече е при Панайот Хитов. През 1876 г. със съдействието на Христо Македонски формира своя чета, с която воюва в сръбско-турската война.

## Дарителски фонд „Мария и Бойко Нешови“
Съучредители на фонда са Мария Бойко Нешова (по баща М. Георгиева) (1854, Браила – 8 януари 1919, София) и Бойко Нешов Тончев. Мария Нешова завършва четирикласно румънско училище, след което изучава шивачество и домакинство. В къщата им в Браила, в който са отсядали Георги Раковски, Васил Друмев, Васил Стоянов, Райко Жинзифов и др., е наричан „българското консолато“. След Освобождението семейството се преселва да живее в София. Там развиват активна благотворителна дейност. Мария Нешова е член на настоятелството на женското д-во „Майка“ и на македонските женски дружества. През Сръбско-българската война (1885) устройва в дома си болница, заради което е наградена от княз Александър І с орден.
На 15 ноември 1918 г. Нешова прави завещание къщата на ул. „Бенковски“ № 8 в София със застроена площ и дворно място от 465 кв. м. да се ползва от мъжа и до неговата смърт. След неговата смърт от годишния приход на къщата, а в случай че бъде продадена – от лихвите на продажната стойност, да бъдат приспаднати сумите, определени за направата на надгробен паметник и желязна ограда на нейния гроб и гроба на съпруга ѝ (4 – 5 хил. лв.), за църквите „Света София“ в София и „Св. Никола“ в Копривщица по 500 лв., на дружество „Всех скорбящих радость“ – 500 лв. С останалите средства дарителката нарежда да се образува фонд „Мария и Бойко Нешови от гр. София“. За изпълнители на завещанието са посочени Иван Марков от Кюстендил, Петър Браилов, Тодор Въжаров и трима души, назначени от Светия Синод на Българската православна църква, Министерство на народното просвещение и Министерството на вътрешните работи и народното здраве. След смъртта на Бойко Нешов през 1920 г., а към него са прибавени и останалите от починалия ценности.

## Актьор в театъра
„Покръщение на преславский двор – драма в четире действия: с пения и осем зрелища“. Издава: Букурещ, 1868 (книгопечятница на К. Н. Радулеска). Сценарий и режисура Добри Войников. Представя се на 11 май 1868 г., по случай празника на светите браятя Равноапостоли Св. св. Кирил и Методий, в залата на театъра на Йонис Ралис в Браила. В ролите: Матилда Попович – Ирина сестра на цар Борис Покъстител, Александрина Радионова-Запрянова – царица Мария-Радослава, Бойко Нешев – цар Борис, езическия жрец Светолид – Христо Ботев, Св. Кирил – Васил Друмев, а Св. Методий – Добри Войников. Издаден е и първият български театрален афиш.